# Joan Sardá y Lloret
Joan Sardá y Lloret (San Quintín de Mediona, 16 de julio de 1851-Barcelona, 4 de diciembre de 1898) fue un traductor, crítico literario y abogado español.

## Biografía
Nacido el 16 de julio de 1851 en San Quintín de Mediona, estudió derecho en la Universidad de Barcelona, especializándose en derecho mercantil. Fue traductor de autores como Horacio o Victor Hugo y compuso algunos poemas entre los que destacan Ardua setzena (1880, poema en el que se expone la crisis del romanticismo. Inició sus actividades como crítico literario en La Renaixensa en 1871. Más tarde colaboró en L'Avenç, La Ilustració Catalana, La España Regional y La España Moderna así como en el periódico La Vanguardia
En 1882 escribió el prólogo y realizó la traducción de la obra Nabab de Alphonse Daudet, lo que se considera como su aceptación del naturalismo del que valoraba especialmente los aspectos literarios, posición que influyó en la obra de escritores como Narcís Oller. A pesar de su acercamiento al naturalismo, fue crítico con la exclusividad temática de este estilo, así como con el desprecio por la narración y los detalles que caracterizan a este estilo literario. 
Realizó diversos estudios sobre las obras de autores como Joaquim Rubió y Ors o Pablo Piferrer. La llegada del modernismo llevó a Soler a retirarse cada vez más de la actividad pública. En 1897 dedicó un estudio a la obra de José Yxart, fallecido poco antes. En 1914 se publicaron en tres volúmenes sus obras de poesía y traducción, así como una selección de algunos de sus estudios críticos (Obres escollides).
Fallecido el 4 de diciembre de 1898, fue padre del dibujante Francisco Sardá y Ladico.